# Rouge-Perriers
Rouge-Perriers é uma comuna francesa na região administrativa da Normandia, no departamento de Eure. Estende-se por uma área de 4,12 km². Em 2010 a comuna tinha 371 habitantes (densidade: 90 hab./km²).